# Расінг (Сантандер)
«Расінг» (ісп. «Real Racing Club de Santander, S.A.D.») — іспанський футбольний клуб з Сантандера. Заснований 1913 року.

## Єврокубки
Ліга Європи УЄФА:
| Сезон   | Раунд         | Клуб            | Вдома | В гостях | За сумою двох матчів |
| ------- | ------------- | --------------- | ----- | -------- | -------------------- |
| 2008-09 | Перший раунд  | Гонка           | 1-0   | 0-1      | 2-0                  |
| 2008-09 | Груповий етап | Твенте          |       | 1-0      |                      |
| 2008-09 | Груповий етап | Шальке 04       | 1-1   |          |                      |
| 2008-09 | Груповий етап | Парі Сен-Жермен |       | 2-2      |                      |
| 2008-09 | Груповий етап | Манчестер Сіті  | 3-1   |          |                      |